# Abby Mann
Abby Mann, pseudonimo di Abraham Goodman (Filadelfia, 1º dicembre 1927 – Beverly Hills, 25 marzo 2008), è stato uno sceneggiatore, produttore televisivo, drammaturgo e regista statunitense, vincitore del premio Oscar alla migliore sceneggiatura non originale nel 1962 per Vincitori e vinti.

## Biografia
Abby Mann nasce a Filadelfia il 1º dicembre 1927, figlio d'un gioielliere russo di religione ebraica e cresce a Pittsburgh in un ambiente cattolico.
Compie gli studi alla Temple University e, dopo un anno di servizio militare, all'Università di New York prima di iniziare a scrivere per importanti serie antologiche drammatiche.
Sceneggiatore molto prolifico per il cinema e la televisione, è ricordato per il soggetto del film Vincitori e vinti che gli valse un Premio Oscar nel 1962 e per la creazione del tenente Theo Kojak, protagonista di una celebre serie tv negli anni settanta.
Muore a Beverly Hills il 25 marzo 2008 in seguito ad un infarto miocardico acuto.

## Opere principali

### Romanzi
- Vincitori e vinti... (Judgment at Nuremberg, 1961), Roma, Editori riuniti, 1962

## Filmografia parziale

### Cinema
- Vincitori e vinti (Judgment at Nuremberg) (1961) regia di Stanley Kramer (soggetto e sceneggiatura)
- I sequestrati di Altona (1962) regia di Vittorio De Sica (sceneggiatura con Cesare Zavattini)
- La nave dei folli (Ship of Fools) (1965) regia di Stanley Kramer (sceneggiatura)
- Inchiesta pericolosa (The Detective) (1968) regia di Gordon Douglas (sceneggiatura)
- Gli esclusi (A Child Is Waiting) (1974) regia di John Cassavetes (soggetto e sceneggiatura)

### Televisione
- Lux Video Theatre (1950-1957) serie TV (sceneggiatore)
- Douglas Fairbanks, Jr., Presents (1953-1957) serie TV (sceneggiatore)
- Matinee Theatre (1955-1958) serie TV (sceneggiatore)
- Playhouse 90 (1956-1960) serie TV (sceneggiatore)
- Kojak (1973-1978) serie TV (ideatore)
- Lotta per la vita (1975-1976) serie TV (produttore)
- King (1978) miniserie TV (regista e sceneggiatore)
- Skag (1980) serie TV (ideatore)
- L'asilo maledetto (Indictment: The McMartin Trial) (1995) film TV (sceneggiatura)